# Jesse Mäntylä
Pour les articles homonymes, voir Mäntylä (homonymie).
Jesse Mäntylä est un joueur finlandais  de volley-ball né le 24 mars 1987. Il mesure 1,76 m et joue Libero.

## Clubs
| Club            | Pays     | De        | À         |
| --------------- | -------- | --------- | --------- |
| Salon Piivolley | Finlande | 2006-2007 | 2008-2009 |